# Relação simétrica
Uma relação simétrica é um tipo de relação binária. Um exemplo é a relação "é igual a", porque se {\displaystyle a=b} é verdadeiro, então {\displaystyle b=a} também é verdadeiro. Formalmente, uma relação binária {\displaystyle R} sobre um conjunto {\displaystyle X} é simétrica se e somente se:
{\displaystyle \forall a,b\in X(aRb\Leftrightarrow bRa).}
Se {\displaystyle R^{-1}} representa o inverso de {\displaystyle R}, então {\displaystyle R} é simétrica se e somente se {\displaystyle R=R^{-1}}.
A simetria, juntamente com a reflexividade e a transitividade, são as três propriedades definidoras de uma relação de equivalência.

## Representação
Seja {\displaystyle R} uma relação simétrica ou assimétrica aplicada em um conjunto {\displaystyle A}, então {\displaystyle R} tem uma representação particular para cada modo de descrever uma relação binária.
| Notação                   | Relação simétrica                                                                                       | Relação assimétrica |
| ------------------------- | --- | --- |
| Como pares ordenados      | {\displaystyle \forall x,y\in A,\ (x,y)\in R\Rightarrow (y,x)\in R}                                     | {\displaystyle \forall x,y\in A,\ (x,y)\in R\Rightarrow (y,x)\not \in R} |
| Como matriz de adjacência | Matriz {\displaystyle M\,} cuja transposta {\displaystyle M^{t}\,} é tal que {\displaystyle M^{t}=M\,.} | Matriz {\displaystyle M\,} cuja diagonal tem apenas zeros, isto é, {\displaystyle \forall i=\{1,...,n\},\;(a_{i,i})_{n\times n}=0,} e também {\displaystyle M+M^{t}\,} produz uma matriz simétrica. |
| Como grafo                | É um grafo que pode ser representado como um grafo não direcionado.                                     | É um grafo direcionado sem laços ou ciclos. |

## Exemplos

### Na matemática
- "é igual a" (igualdade) (enquanto "é menor que" não é simétrico)
- "é comparável a", para elementos de um conjunto parcialmente ordenado.
- "... e ... são ímpares"

### Fora da matemática
- "é casado com" (na maioria dos sistemas legais)
- "é um irmão totalmente biológico de"
- "é um homófono de"
- "é colega de trabalho de"
- "é companheiro de equipe de"

## Relação com relações assimétricas e antissimétricas
Por definição, uma relação não vazia não pode ser simétrica e assimétrica (onde se {\displaystyle a} está relacionado a {\displaystyle b}, então {\displaystyle b} não pode estar relacionado a {\displaystyle a} (da mesma forma)). No entanto, uma relação pode ser nem simétrica nem assimétrica, que é o caso de "é menor ou igual a" e "presa em").
Simétrica e antissimétrica (onde a única maneira que {\displaystyle a} pode estar relacionado a {\displaystyle b} e {\displaystyle b} estar relacionado a {\displaystyle a} é se {\displaystyle a=b}) são na verdade independentes um do outro, como esses exemplos mostram.
|                    | Simétrica                         | Não simétrica                                   |
| Antissimétrica     | igualdade                         | "é menor ou igual a"                            |
| Não antissimétrica | congruência na aritmética modular | "é divisível por", sobre o conjunto de inteiros |

|                    | Simétrica                            | Não simétrica   |
| Antissimétrica     | "é a mesma pessoa, e é casada"       | "é o plural de" |
| Não antissimétrica | "é um irmão totalmente biológico de" | "presas em"     |

### Assimétrica≠{\displaystyle \neq }antissimétrica
A relação simétrica não é o oposto da antissimétrica.
Existem relações que são simétricas e antissimétricas ao mesmo tempo (como igualdade), outras que não são simétricas ou antissimétricas (como divisibilidade), outras que são simétricas mas não antissimétricas (como a relação de congruência do módulo de n) e outras que são antissimétricas, mas não simétricas (como a relação "menor que").

## Aspectos adicionais
Uma relação simétrica também transitiva e reflexiva é uma relação de equivalência.
Uma maneira de conceituar uma relação simétrica na teoria dos grafos é que uma relação simétrica é uma aresta, com os dois vértices da aresta sendo as duas entidades assim relacionadas. Assim, relações simétricas e grafos não direcionados são objetos combinativamente equivalentes.